# Kadua axillaris
Kadua axillaris är en måreväxtart som först beskrevs av Heinrich Wawra, och fick sitt nu gällande namn av Warren Lambert Wagner och David H. Lorence. Kadua axillaris ingår i släktet Kadua och familjen måreväxter. Inga underarter finns listade i Catalogue of Life.